# Шакті-варман I
Шакті-варман I Чалук'ячандра (*д/н — бл. 1011) — магараджа держави Східних Чалук'їв.

## Життєпис
Син магараджи Данарнави. 973 року після повалення батька Джата Чода Бхімою разом з братом Вімаладітьєю втік до держави Чола. 999 року отримав від паракесарі Раджараджа Чола I, з якими у двох кампаніях завдав поразки ворожому командувачу Екавірі та переміг очільників клану Телугу-Чода.
Близько 1000 року коронувався, але вимушен був боротися проти Джата Чода Бхіми до 1002 року. 1003 року спільно з Чола відбив напад Західних Чалук'їв, яких акликав клан Телугу-Чода. 1006 року проти магараджи Східних Чалук'їв відправив війська магараджахіраджа Сатіяшрая з династії Західних Чалук'їв. Тоді на допомогу Шакті-варману I прийшов Раджараджа Чола I. Військові дії тривали щорічно до 1008 року. В результаті Шакті-варман I військово-політичнийсоюз з Чола, який фактично поставив Східних Чалук'їв у підлегле становище.
Помер 1011 року. Йому спадкував молодший брат Вімаладітья.